# Cofimpacia violacea
Cofimpacia violacea là một loài bướm đêm trong họ Noctuidae.